# Flaga Angoli
Flaga Angoli składa się z dwóch poziomych pasów – czerwonego i czarnego. Są to barwy panafrykańskie. Czerwień symbolizuje krew przelaną przez mieszkańców Angoli w walce o niepodległość, a czerń kontynent afrykański. Pośrodku flagi państwowej umieszczono złoty symbol złożony z maczety, koła zębatego, które mają reprezentować robotników i chłopów oraz pięciopromiennej gwiazdy będącej symbolem postępu i solidarności między narodami. Barwa żółta (złota) symbolizuje bogactwa naturalne kraju.

## Propozycja nowej flagi
W 2003 oficjalnie wysunięto propozycję nowej flagi, składającej się z niebieskich, białych i czerwonych pasów z centralnie umieszczonym wizerunkiem malowidła naskalnego przedstawiającego Słońce – co ma być nawiązaniem do znalezisk poczynionych w jednej z jaskiń w Angoli. Jest jednak mało prawdopodobne, by propozycja ta weszła w życie, ponieważ zarzuca jej się:
- brak historycznego uzasadnienia dla poszczególnych barw
- zbyt duże podobieństwo do flag Korei Północnej i Kostaryki.

### Flagi proponowane

Propozycja flagi Angoli jako kolonii portugalskiej z 1967
Propozycja flagi Angoli z 2003